# Allmänna Arbetsinrättningens församling
Allmänna Arbetsinrättningens församling var en församling i nuvarande Stockholms stift i nuvarande Stockholms kommun. Församlingen uppgick 1 januari 1889 i Katarina församling.

## Administrativ historik
Församlingen bildades 1 januari 1859 genom en utbrytning ur Katarina församling och återgick dit 1 januari 1889.